# Krenizyn
Krenizyn (russisch Креницын; jap. 黒石山, Kuroishiyama) bezeichnet eine kleine Vulkaninsel im Kolzewoje-See, einem Kratersee in der Tao-Rusyr-Caldera auf der russischen Insel Onekotan, die zu den pazifischen Kurilen gehört.
Die nahezu kreisrunde Insel mit einem Durchmesser von etwa drei Kilometern liegt im Südwesten von Onekotan, fast mittig im 40 Quadratkilometer großen Kratersee. Krenizyn besteht nur aus einem gleichnamigen 1325 Meter hohen Vulkan, der zuletzt 1952 ausbrach.
Die Insel ist unbewohnt.
Benannt ist der Vulkan nach dem russischen Entdecker Pjotr Kusmitsch Krenizyn (1728–1770).